# بريجيت كاثرين بويي
بريجيت كاثرين بويي (بالدنماركية: Birgitte Boye)‏ هي كاتبة ترانيم دنماركية، ولدت في 7 مارس 1742، وتوفيت في 17 أكتوبر 1824.